# 王謙 (萬曆己丑進士)
王謙（1553年—1598年），字子鳴，號春懷，浙江湖州府烏程縣人，明朝政治人物。

## 生平
万历元年（1573年）癸酉科浙江鄉試第七十七名舉人，十七年（1589年）己丑科二甲第二名進士，廷对拟第一，太子太保王锡爵抑置二甲第二，吏部觀政，六月授礼部祠祭司主事，二十年升员外郎，督驿馆，革商例千余金，同列推服，然阴忌之，二十一年二月京察不及，谪山东曹州同知，编纂州志完成，二十三年迁常州府通判，二十五年同考陕西鄉試，分校得士七人，事竣而疾作，至雒阳驿卒
。

## 家族
曾祖王完。祖王松，生员。父王来学，恩贡。從弟王豫，萬曆五年丁丑進士；王震，萬曆十九年辛卯舉人。王豫子王道元，萬曆三十五年進士。